# Vujan (montagne)
Pour les articles homonymes, voir Vujan.
Le mont Vujan (en serbe cyrillique : Вујан) est une montagne du centre de la Serbie. Il culmine au pic du Veliki Vujan, qui s'élève à une altitude de 857 m.

## Géographie
Le mont Vujan est situé au centre de la Serbie, au sud de la ville de Gornji Milanovac. Outre le Veliki Vujan, le « Grand Vujan », les pics les plus élevés de la montagne sont le Mali Vujan (745 m) et le Klik (622 m).